# Ilse Braunová
Ilse Braunová (18. června 1901 Mnichov – 28. června 1979 Mnichov) byla sestra Evy Braunové a Gretl Braunové. Narodila v Mnichově jako nejstarší dcera učitele Friedricha "Fritze" Brauna a švadleny Franzisky "Fanny" Kronbergerové. Po svatbě Evy Braunové dne 29. dubna 1945 se stala švagrovou diktátora Adolfa Hitlera, necelých 40 hodin před jejich sebevraždou dne 30. dubna 1945.

## Život
V roce 1929 se odstěhovala od rodičů a přijala pozici asistentky židovského otorinolaryngologa a chirurga Martina Levyho Marxe. Dostala k dispozici pokoj v ordinaci svého zaměstnavatele. Této práce se v roce 1937 vzdala, protože Martin Levy Marx se připravoval na emigraci do Spojených států amerických kvůli pronásledování Židů. Neárijští lékaři byli v dubnu 1933 vyloučeni z plateb v rámci státního zdravotního pojištění. Přijetí zákona na ochranu německé krve a německé cti v roce 1937 pak znamenalo, že mu společně s Braunovou hrozilo zatčení na základě obvinění z „hanobení rasy“. V roce 1938 byla Marxovi odebrána licence k výkonu lékařské praxe a v dubnu 1939 byl vyhoštěn. Doktorát mu byl odebrán v říjnu 1939; v té době byl již v emigraci ve Spojených státech amerických. Ilse po válce tvrdila, že se se svou sestrou Evou neúspěšně snažily za něj orodovat.
Eva se dne 28. května 1935 při pokusu o sebevraždu předávkovala prášky na spaní. Ilse jí poskytla první pomoc a zavolala lékaře. Odstranila příslušné stránky z Evina deníku, aby ochránila Evin vztah s Hitlerem; z deníku vyplývalo, že si na Evu nedokázal udělat dostatek času. Toto byl již její druhý pokus o sebevraždu – v srpnu 1932 se postřelila.
Dne 15. března 1937 nastoupila do práce v berlínské kanceláři Alberta Speera. Speer byl právě jmenován generálním stavebním inspektorem hlavního města a Ilse se tak stala jedním z jeho prvních zaměstnanců. V říjnu téhož roku zaměstnání opustila a provdala se za muže jménem Höchstetter. Po třech letech manželství se rozvedli. Po absolvování studia žurnalistiky začala pracovat jako redaktorka v konzervativních novinách Deutsche Allgemeine Zeitung. V roce 1941 se znovu provdala za muže jménem Fucke-Michels a přestěhovala se do Breslau, kde byla zaměstnána v listu Schlesische Zeitung.
V politice se nijak neangažovala. Na rozdíl od svých sester Evy a Gretl nebyla členkou Hitlerova nejbližšího kruhu ani pravidelnou návštěvnicí bavorského Berghofu, ačkoli tam na konci války uprchla. Ráda tančila a stala se amatérskou mistryní Evropy ve společenském tanci. Po otcově smrti v roce 1964 žila se svou matkou v rodinném domě v Ruhpoldingu v Horním Bavorsku. Zemřela na rakovinu v roce 1979 v Mnichově. Byla pohřbena vedle své neteře Evy Fegeleinové (dcera Gretl Braunové). Byla bezdětná.